# Skatteankestyrelsen
Skatteankestyrelsen er en uafhængig klagemyndighed, der behandler klager over skatteforvaltningens afgørelser. Styrelsen er sekretariat for Landsskatteretten, vurderingsankenævnene, skatteankenævnene og motorankenævnene. Det betyder, at Skatteankestyrelsen modtager og forbereder klagesager til afgørelse i de myndigheder, styrelsen er sekretariat for. Derudover træffer styrelsen selv afgørelse i visse sager. Skatteankestyrelsen blev oprettet i 2014 og har adresser i København, Silkeborg, Aalborg og Odense.
Skatteankestyrelsen er administrativt tilknyttet Skatteministeriet, men er uafhængig. Det betyder, at skatteministeren og statsministeren, samt deres ministerier, ikke er overordnede i forholdet til Skatteankestyrelsen og derfor ikke kan udstede ordrer til styrelsen. Det sikrer, at Skatteankestyrelsen kan foretage uafhængig behandling af klager på skatte- og vurderingsområdet.